# Göbekli Tepe
Göbekli Tepe (turecky Göbeklitepe, výslovnost: Ďöbeťlytepe, „Břichatý kopec“) je archeologické naleziště v turecké provinci Şanlıurfa u města Urfa, nedaleko syrské hranice. Nacházejí se zde monumentální megalitické stavby s reliéfní výzdobou z 10.–9. tisíciletí př. n. l., jeden z nejstarších známých dokladů neolitické architektury, zbudovaný zřejmě ještě předneolitickými lidmi.
V Göbekli Tepe byla doposud objevena a odkryta část komplexu několika sérií kamenných kruhů či oválů o průměru 10 až 30 metrů, které tvoří velice precizně opracované 3 až 6 metrové vápencové pilíře ve tvaru T, z nichž některé váží až 20 tun (jeden i 50 tun). Ve středu kruhů je pak umístěn jeden vyšší centrální pilíř (někdy dva), což může podporovat hypotézu, že podepíral střechu. Na pilířích jsou pak vyobrazeny věrné reliéfy samců zvířat, ptáků, hmyzu a různých abstraktních symbolů (snad i piktogramů) a vzhledem k tomu, že každý pilíř je, a to včetně reliéfů, vytesán z jednoho kusu vápence, se tak jedná o (na svou dobu) technicky velice mimořádné provedení. Prostor mezi pilíři pak dokola vyplňuje hradba neopracovaných kamenů. Nedaleko tohoto komplexu byly objeveny i pozůstatky chýší, pazourků, šípů a dalších nástrojů. V nedalekém Balıklıgölu byla nalezena nejstarší socha (nikoli pouze figurína) člověka v životní velikosti, nazvaná Muž z Balıklıgölu.

## Historie komplexu

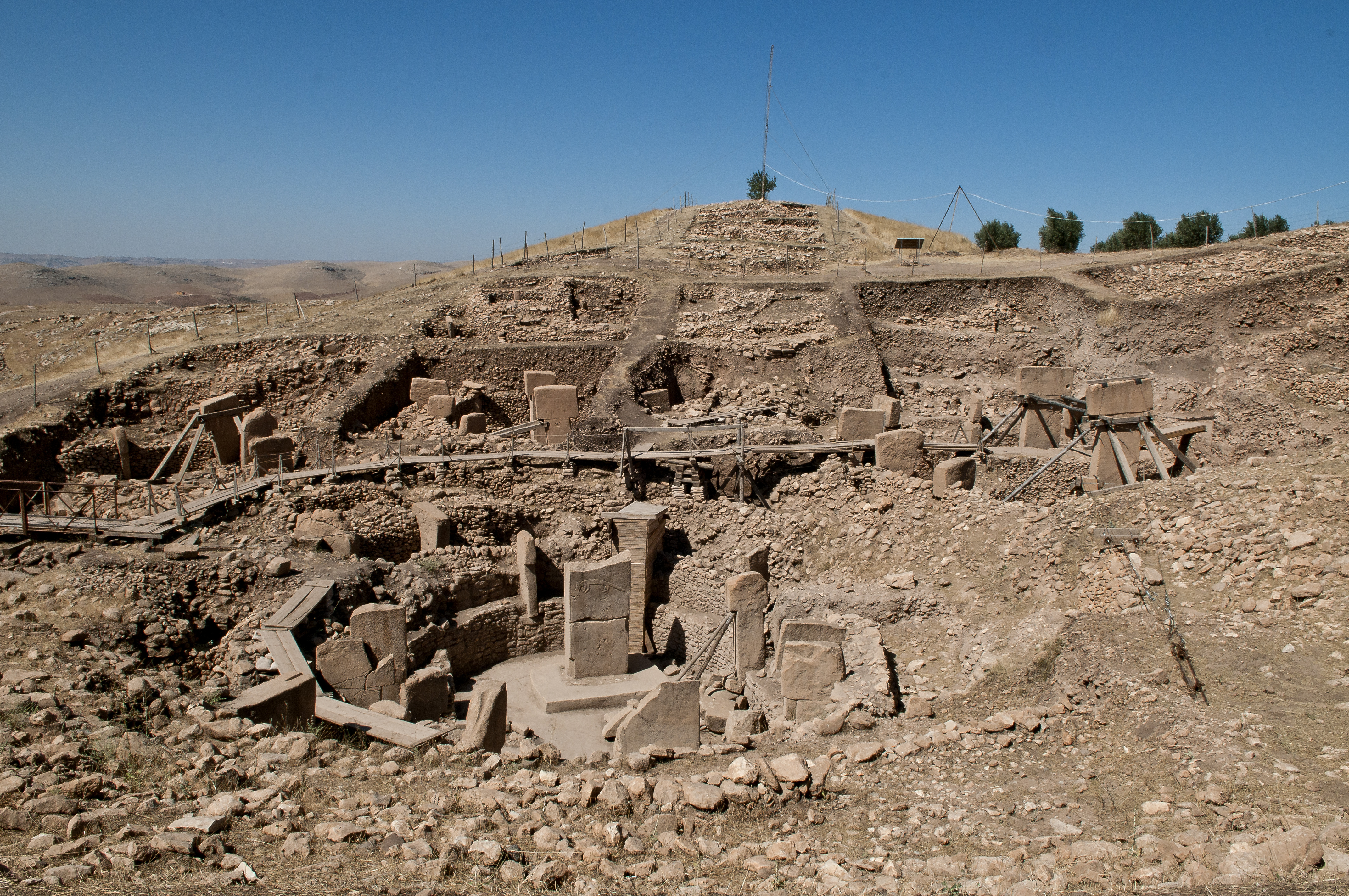
Pohled na naleziště v roce 2011

### Datace výstavby
Naleziště spadá do období předkeramického neolitu. Dle několika na sobě nezávislých měření nalezených organických látek (dřevěné uhlí) z nejstarší vrstvy se ukázalo, že tyto pilíře mohly být postaveny přibližně v 9. tisíciletí př. n. l. Celek představuje jednu z nejstarších známých lidských staveb. Je ovšem možné, že nalezené a změřené organické látky se zde objevily až po dostavění komplexu a ten je tedy ještě staršího data (nejpravděpodobněji z 10. tisíciletí). Prozatím také nejsou vyřešeny logistické potíže s přesunem a umístěním pilířů, když na vyzvednutí a přesun každého pilíře z lomu na své místo by bylo potřeba asi 500 lidí. Stavby vykazují geometrický plán.

### Opuštění a zasypání komplexu
Dle měření půdotvorných uhličitanových povlaků na pilířích byl, z dosud neobjasněných příčin, už v 8. tisíciletí př. n. l. celý komplex opuštěn a záměrně zasypán. Toto zároveň dokazuje, že nemohl vzniknout později než v 9. tisíciletí př. n. l., protože ho po zasypání nemohly jiné (mladší) organické látky kontaminovat.

### Historie výzkumu
První zprávy o tomto nalezišti pocházejí z roku 1964, kdy výprava vědců z Istanbulské a Chicagské university zjistila, že návrší je umělého původu. Předpokládali, že se jedná o byzantské pohřebiště. V roce 1994 však německý archeolog Klaus Schmidt, který předtím pracoval na podobně starém nalezišti v Nevalı Çori, objevil, že památky nejsou byzantské a že jsou o mnoho starší. Vykopávky započaté v roce 1995 pak odhalily doposud nejstarší známý komplex staveb lidské historie, který někteří lidé považují za náboženský, jiní za mapu hvězdné oblohy, protože reliéfy a jejich vzájemné uspořádání až nápadně odpovídají skutečným souhvězdím; jiní zase za obytné budovy, kde pospolu žily celé rozvětvené rodiny. Podobně velké společné domy jsou doloženy i u původních obyvatel Severní Ameriky. Někteří vyzdvihují význam hvězdy Sirius. Znázorněné konstelace také mohou odkazovat na impaktní událost před necelými 13 tisíci lety (v mladším dryasu; pak následoval holocén). Též se může jednat o kalendář.

## Funkce a vědecký význam
Vzhledem k tomu, že bylo doposud odkryto a prozkoumáno asi jen 5 % plochy komplexu, je předčasné o jeho funkci vyvozovat nějaké závěry.
Avšak bez ohledu na to, že zatím nemáme všechny informace a i na možnost, že tento komplex je možná ještě starší, než tam dosud nalezené a změřené organické látky, se nalezením tohoto komplexu a vyhodnocením doposud získaných informací revolučně posunula doposud nám známá historie megalitických staveb bezmála o polovinu, a tím se tedy výrazně mění náhled na dosavadní historii neolitu a vývoj lidstva i jeho civilizací.